# Grammonota inusiata
Grammonota inusiata là một loài nhện trong họ Linyphiidae.
Loài này thuộc chi Grammonota. Grammonota inusiata được Bishop & Crosby miêu tả năm 1933.